# 曼尼托巴省旗
曼尼托巴省旗是加拿大曼尼托巴省的官方旗幟，設計圖案為紅船旗加上曼尼托巴省徽章中的盾牌。此旗幟的設計源自加拿大紅船旗；隨著楓葉旗於1965年正式成為加拿大國旗，加拿大紅船旗亦告棄用。為了讓紅船旗上的米字旗圖案可繼續在曼尼托巴省境内飄揚，該省議會同於1965年通過以紅船旗加曼尼托巴省徽盾牌為省旗設計。此設計包含米字旗圖案，因此需先獲加拿大君主御准才可使用。女王伊利沙伯二世於1965年10月批准此設計，而這面旗幟則於1966年5月12日正式成為曼尼托巴省旗。（安大略省議會也是在相似的情況下通過安大略省旗的設計。）省旗的設計於2010年11月15日列入加拿大紋章局的紋章及旗幟名冊內。
盾牌中的白底紅十字來自哈德遜灣公司的紋章，代表該公司由英國人建立；該公司過去曾操控包括現曼尼托巴省地域在内的魯珀特地帶。盾牌底部則繪有一隻站在石上的水牛，代表居於當地並在過往以捕獵水牛為生的原住民族。

## 外部連結
- 维基共享资源上的相關多媒體資源：曼尼托巴省旗
- （英文）The Provincial Flag Act （页面存档备份，存于）－曼尼托巴省政府網站 《省旗法案》原文